# Gare de Magnac - Vicq
Gare de Magnac - Vicq vasútállomás Franciaországban, Vicq-sur-Breuilh településen.

## Vasútvonalak
Az állomást az alábbi vasútvonalak érintik:
- Orléans–Montauban-vasútvonal

## Kapcsolódó állomások
A vasútállomáshoz az alábbi állomások vannak a legközelebb:
- Gare de Saint-Germain-les-Belles (Gare de Montauban-Ville-Bourbon, Orléans–Montauban-vasútvonal)
- Gare de Pierre-Buffière (Gare des Aubrais - Orléans, Orléans–Montauban-vasútvonal)